# Гуркі (Скаржиський повіт)
Гуркі (пол. Górki) — село в Польщі, у гміні Бліжин Скаржиського повіту Свентокшиського воєводства.
Населення — 437 осіб (2011).
У 1975-1998 роках село належало до Келецького воєводства.

## Демографія
Демографічна структура на день 31 березня 2011 року:
|          | Загалом | Допрацездатний вік | Працездатний вік | Постпрацездатний вік |
| -------- | ------- | ------------------ | ---------------- | -------------------- |
| Чоловіки | 215     | 42                 | 148              | 25                   |
| Жінки    | 222     | 45                 | 111              | 66                   |
| Разом    | 437     | 87                 | 259              | 91                   |